# Enigma-A
Bei der Enigma-A (geschrieben auch  Enigma A und genannt auch Die kleine Militärmaschine) handelt es sich um ein frühes Modell der Rotor-Schlüsselmaschine Enigma, das Anfang 1924 eingeführt wurde, und gleichzeitig um die erste in Serie gefertigte Glühlampenchiffriermaschine.

## Geschichte

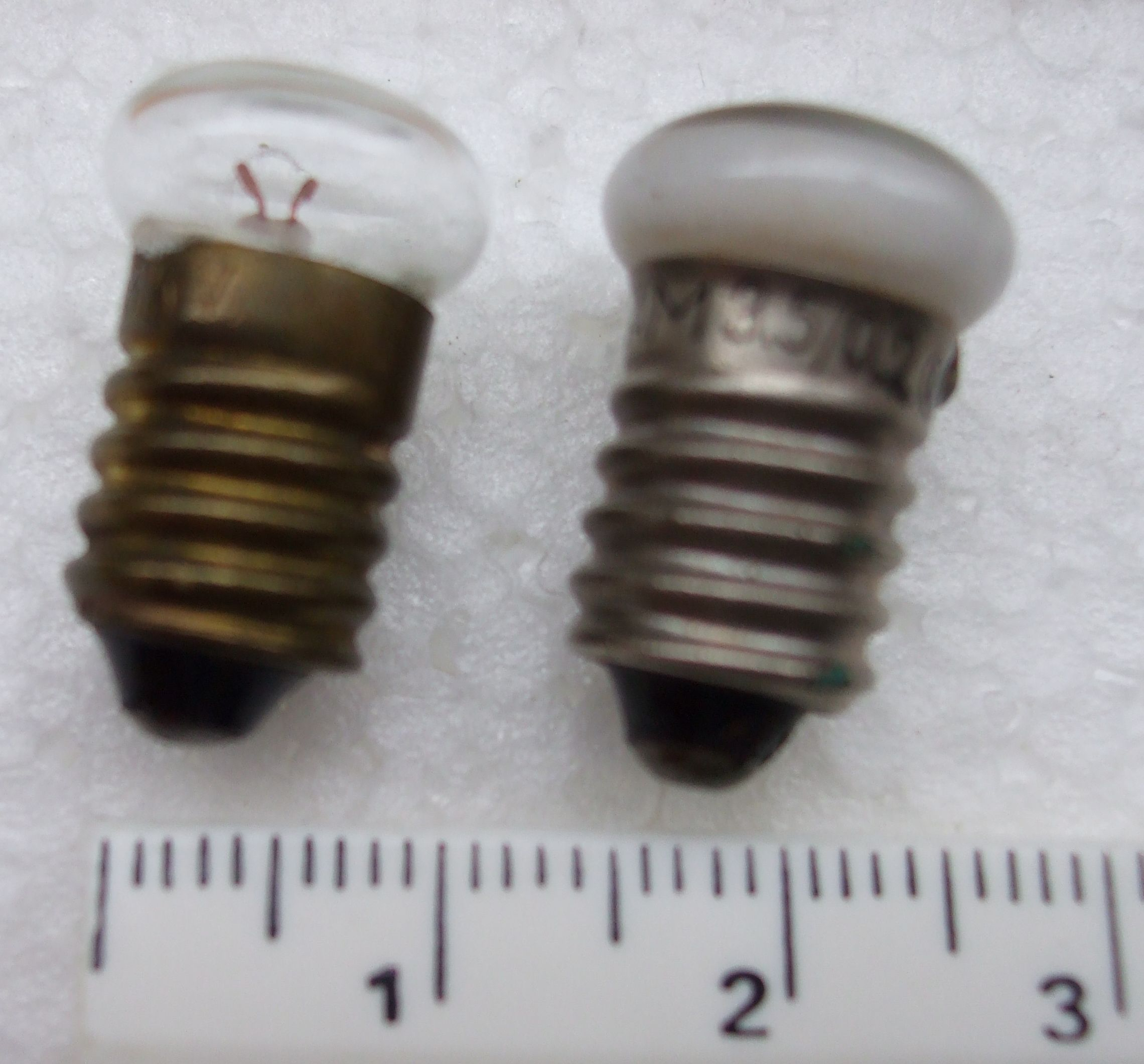
Glühlämpchen, wie sie für die Enigma genutzt wurden.

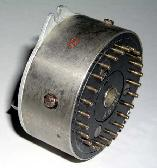
Eine Umkehrwalze (ähnlich der hier zu sehenden bei späteren Modellen eingesetzten UKW B) wird zum ersten Mal bei der Enigma A verwendet.

In der langen Geschichte der unterschiedlichen Enigma-Modelle war die im Jahr 1924 eingeführte Enigma-A chronologisch gesehen das dritte Modell nach den „Probemaschinen“ und der der sogenannten „Handelsmaschine“ (siehe auch: Stammbaum der Enigma unter Weblinks). Im Gegensatz zu ihrer unmittelbaren Vorläuferin, der „schreibenden“ Handelsmaschine, nutzte sie zur Ausgabe kein Typenrad, sondern Glühlampen. Der Text musste also abgelesen werden und wurde nicht zu Papier gebracht. Dies war bereits bei den Probemaschinen so der Fall, die Scherbius zusammen mit seinem Geschäftspartner Richard Ritter seit 1917 entwickelt hatte.
Hierdurch war die Maschine deutlich leichter, kompakter und handlicher zu gestalten als die vergleichsweise unförmigen und schwer zu transportierenden schreibenden Enigmas. Die Enigma-A war somit das erste Serienmodell der später so erfolgreichen „Glühlampenchiffriermaschinen“ und mit nur 500 ℛℳ (ca. 2.500 €) auch deutlich preiswerter als die vergleichsweise teure Handelsmaschine (ca. 8000 ℛℳ, ca. 40.000 €). Zum Betrieb der Glühlämpchen enthielt die Enigma-A eine eingebaute 4,5-Volt-Batterie.
Anders als ihre Vorläuferin und auch ihre Nachfolgerinnen verfügte sie als kryptographisches Herzstück über nur zwei rotierende Walzen (auch Rotoren genannt). Als kryptographische Innovation tauchte hier zum ersten Mal die Umkehrwalze (UKW) auf. Die UKW rotierte nicht mit (wie beispielsweise viel später die UKW der Enigma-G), war aber auch nicht fix (wie später die der Enigma I), sondern konnte von Hand auf eine der 26 möglichen Drehpositionen eingestellt werden. Sie war also hier „setzbar“.
Bei der UKW handelt es sich um eine Erfindung (siehe auch: Enigma-Patente) von Willi Korn (1893–1972), einem Mitarbeiter der Chiffriermaschinen-Aktiengesellschaft (ChiMaAG), also dem Werk, das am 9. Juli 1923 in Berlin (W 35, Steglitzerstr. 2, heute Pohlstraße, Berlin-Tiergarten) gegründet worden war und in dem die Enigma entwickelt und gefertigt wurde. Offenbar hat Korn das Patent zur UKW erst 1926 angemeldet, während die Idee dazu bereits 1923 vorhanden war und nachdem die Enigma-A mitsamt UKW bereits auf dem Weltpostkongress präsentiert worden war, der vom 4. Juli bis  28. August 1924 in Stockholm stattfand.
Auffällig bei der Enigma-A ist die Anordnung der 26 Tasten und Lampen in nur zwei (statt drei) Reihen in der folgenden Weise:
```
 A   B   C   D   E   F   G   H   I   J   K   L   M
 N   O   P   Q   R   S   T   U   V   W   X   Y   Z

```

Gewicht und Abmessungen (L×B×H) betrugen etwa 5 kg und 270 mm × 230 mm × 130 mm. Es ist kein erhaltenes Exemplar bekannt.